# 광형

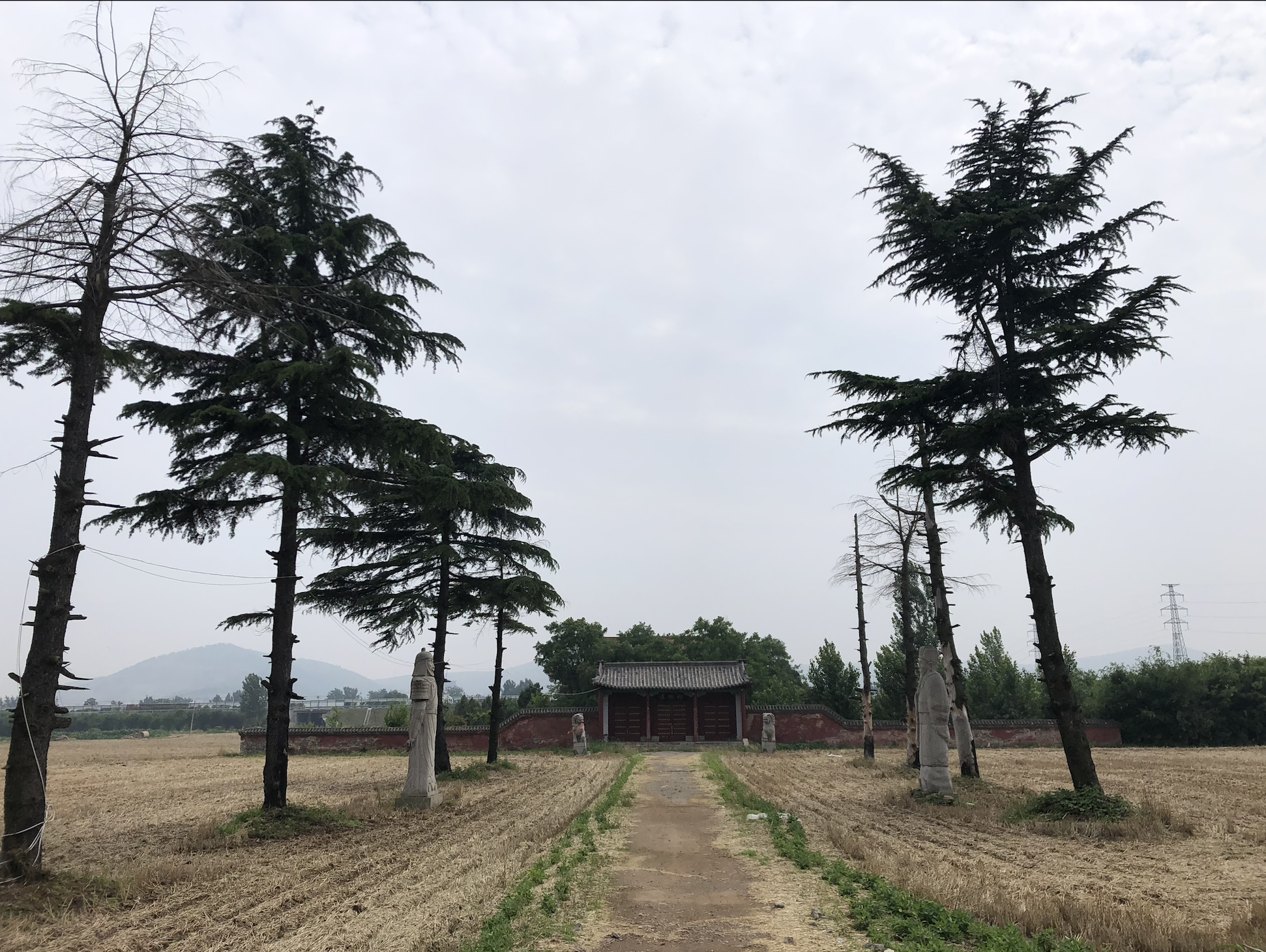
짜오좡이청구 있는 꽝헝 묘지

광형(匡衡, ? ~ ?)은 전한 후기의 관료로, 자는 치규(稚圭)이며 동해군 증현(承縣) 사람이다.

## 생애
대대로 농사를 짓던 집안으로, 유복하지는 않았으나 학문을 즐겼다. 소작을 해서 학비를 충당하고, 누구보다 열심히 공부하여 주목받았다.
석책(射策)에서 높은 평가를 받았으나, 문장이 법령에 맞지 않았기 때문에 감점되어 태상장고(太常掌故)가 되었고, 평원군의 문학(文學)으로 전임되었다. 그러나 지방에 있기에는 아까운 인재라는 평이 많아서, 태자태부 소망지·소부 양구하의 부름을 받아 대면하였다. 소망지 등은 광형의 능력을 인정하였으나, 선제는 유학자를 그렇게까지 중히 쓰지는 않았기 때문에, 그대로 평원에 남게 되었다. 다만 황태자 유석은 광형에게 관심을 두었다.
선제가 붕어하고, 유석이 황제로 즉위하였다(원제). 대사마가 된 외척 사고는 소망지와 사이가 나빴는데, 소망지는 원제의 스승이었기 때문에 중히 쓰였다. 장안령(長安令) 양흥(楊興)은 사고에게 광형을 임용하여 세간의 환심을 사라고 조언하였고, 곧 광형은 사고의 의조사(議曹史)로 임용되고 그의 천거를 받았다. 원제는 광형을 낭중(郞中)에 임명하였고, 박사·급사중으로 전임시켰다. 천재지변이 일어났을 때에 원제에게 올린 자문이 원제의 마음에 들었고, 광록대부·태자소부로 임명되었다.
원제는 광형이 재상에 알맞은 인재라고 생각하였고, 광형은 광록훈·어사대부로 차례로 승진하였다. 건소 3년(기원전 36년)에는 위현성의 뒤를 이어 승상에 올랐고, 악안후(樂安侯)에 봉해졌다.
경녕 원년(기원전 33년) 원제가 붕어하고 성제가 즉위하였다. 원제 생전에 광형과 어사대부 장담은 당시 세도를 부리던 중서령 석현에게 아첨하기 바빴는데, 원제가 붕어하니 둘이서 석현의 예전 잘못을 성제에게 일러바쳤다. 사례교위 왕존은 광형과 장담이 이제야 석현을 고발하는 것 자체가 불충이라고 탄핵하였고, 광형은 벼슬에서 물러나려 하였으나, 일을 크게 벌이고 싶지 않았던 성제는 사건을 덮어두고 도리어 왕존을 고릉령(高陵令)으로 좌천시켰다.
아들 광창(匡昌)은 월기교위를 지내고 있었는데, 술김에 살인을 저질러 옥에 갇히고 말았다. 월기교위의 속관과 광창의 동생이 공모하여 그를 탈옥시키려다가 발각되었고, 광형은 관을 벗고 사죄하였으나 성제는 또 사건을 덮었다.
광형의 봉토 악안향은 민맥(閩佰)을 남쪽 경계로 하였는데, 초원 원년(기원전 48년)에 군에서 지도를 그릴 때 민맥을 평릉맥(平陵佰)이라고 잘못 적었다. 10년 후 광형은 이곳에 봉해졌고, 이때 잘못된 기록을 토대로 진짜 평릉맥을 경계로 삼아 4백 경을 더 차지하였다. 건시 원년(기원전 32년)에 군에서 경계를 다시 조정할 때 상계리가 지도를 바로잡아 승상부에 올렸는데, 광형은 관리 조은(趙殷)에게 주부 육사(陸賜)가 지리를 훤히 아니 그에게 일을 맡기라고 하였다.
이듬해에 경계를 측량하게 되었다. 조은은 군에서 실제 경계를 따르지 않을 것 같으니 조정에 보고하자고 하였으나, 광형은 그냥 지나쳤다. 나중에 육사와 관속 명(明)은 이렇게 보고하였다.
| “ | 예전 지도를 보면 악안향은 평릉맥을 경계로 하였는데, 지금은 민맥이 경계로 되어 있습니다. 어찌하면 좋겠습니까? | ” |

군에서는 지도가 잘못된 줄 알고 다시 광형에게 4백 경을 붙여주었고, 광형은 여기에서 곡식 천여 석을 거두어 자기 집으로 가져갔다. 이 일이 발각되어 사례교위 왕준·소부 겸 행정위사(行廷尉事) 장충의 탄핵을 받았고, 문초는 면하였으나 관작이 박탈되고 집에서 죽었다.
아들 광함 또한 경서에 밝아 구경에 이르렀다.

## 출전
- 반고, 《한서》
  - 권18 외척은택후표
  - 권19하 백관공경표 下
  - 권81 광장공마전